# IMac Pro
iMac Pro — універсальний персональний комп'ютер і робоча станція, що розроблений та виготовляється компанією Apple Inc. Він був випущений 14 грудня 2017 року і є одним з чотирьох настільних комп'ютерів у поточній лінійці Macintosh, що перевищує споживчі характеристики лінійки Mac Mini та iMac, слугуючи універсальною альтернативою Mac Pro.

## Огляд
iMac Pro був представлений на Worldwide Developers Conference 5 червня 2017 року та вийшов у продаж у грудні 2017 року. Apple назвала його «найпотужнішим Mac, коли-небудь створеним». Його початкова ціна становить 4 999 доларів США. Він включає 8-, 10-, 14- або 18-ядерний процесор Intel Xeon, дисплей 5K, графіку AMD Vega, ECC-пам'ять та 10 Gigabit Ethernet. Він включає власний чіп Apple T2 для зберігання зашифрованих ключів та спеціальну версію macOS, яка дозволяє користувачеві заблокувати процес завантаження операційної системи. 19 березня 2019 року були додані опції комплектування із 256 ГБ оперативної пам'яті та графічним процесором Vega 64X. 4 серпня 2020 року Apple припинила виробництво 8-ядерної моделі і зробила 10-ядерну модель, яка раніше була поширеним варіантом, базовою моделлю.

### Дизайн
За основу корпуса iMac Pro взято корпус 27-дюймового iMac, представленого в 2012 році, але виконано лише в темній «космічно-сірій» обробці. На відміну від білих аксесуарів, що постачаються з iMac, iMac Pro постачається з чорною клавіатурою Magic Keyboard з цифровою клавіатурою та чорною мишкою Magic Mouse або тачпадом Magic Trackpad.

### Відновлюваність
Процесор, оперативна пам'ять і накопичувач не припаяні і можуть бути вилучені. На відміну від 27-дюймового iMac, iMac Pro не має порту доступу до пам'яті, хоча пам'ять може бути оновлена у магазинах Apple та авторизованих сервісних центрах Apple. Заміна пам'яті користувачем можлива, оскільки вона не припаяна, хоча вимагає розбирання дисплея та тягне за собою анулювання гарантії.
iMac Pro — перша модель, оснащена співпроцесором Apple T2. Це призводить до неможливості заміни користувачем твердотільного накопичувача, оскільки модулі твердотільних накопичувачів криптографічно поєднуються з чіпом T2, хоча твердотільний накопичувач не припаяний до материнської плати, як у багатьох моделей MacBook. Теоретично його можна замінити, оскільки його можна вилучити, хоча це вимагає значного розбирання, і лише деякі накопичувачі сумісні із цим комп'ютером.
Підставку iMac Pro користувач може замінити набором для кріплення VESA, що продається Apple. Кріплення використовує цинкові гвинти, які можуть бути схильні до поломки. Незважаючи на те, що адаптер VESA кваліфікується як продукт Apple, насправді він є ліцензованим продуктом OEM, і Apple не забезпечує його підтримку.

### Технічні характеристики
|  | Поточний |

| Компонент                  | Intel Xeon 8, 10, 14, або 18 ядер |      |
| Модель                     | 2017 | 2017 |
| -------------------------- | --- | ---- |
| Дата випуску               | 14 грудня 2017 |      |
| Номер маркетингової моделі | MQ2Y2LL/A (базова конфігурація) |      |
| Номер моделі               | A1862 |      |
| Ідентифікатор моделі       | iMacPro1,1 |      |
| Номер ЕМС                  | 3144 |      |
| Дисплей                    | 27 дюймів, 5120 × 2880, частота оновлення 60 Герц |      |
| Дисплей                    | Широкоформатний 16:9 глянсовий скляний екран, світлодіодне підсвічування та технологія IPS з колірною гамою P3 Яскравість 500 ніт 1,07 млрд кольорів                          |      |
| Процесор                   | 8-ядерний (W-2140B) (до серпня 2020 року), 10-ядерний (W-2150B), 14-ядерний (W-2170B), або 18-ядерний (W-2191B) процесор Intel Xeon, до 4,3 ГГц Turbo Boost на сокеті LGA2066 |      |
| Системна шина              | Залежно від моделі |      |
| Пам'ять                    | 32 ГБ (конфігурується до 64 ГБ, 128 ГБ або 256 ГБ), 2666 МГц DDR4 ECC SDRAM Розширюється до 512 ГБ за допомогою сторонніх модулів.                                            |      |
| Графіка                    | AMD Radeon Pro Vega 56, Vega 64, або Vega 64X, до 16 ГБ відеопам'яті HBM2 |      |
| Накопичувач                | 1 ТБ твердотільний накопичувач NVMe на базі PCIe Конфігурується по 2 ТБ або 4 ТБ                                                                                              |      |
| Мікросхема безпеки         | Apple T2 |      |
| Підключення                | Внутрішній Wi-Fi 5 (802.11a/b/g/n/ac) 10 Gigabit Ethernet Bluetooth 5.0 |      |
| Камера                     | FaceTime HD camera (1080p, 2 МП) |      |
| Периферія                  | 4× USB 3.0 |      |
| Периферія                  | 4× Thunderbolt 3 (USB-C 3.1 другого покоління) Підтримує два дисплеї 5120 × 2880 або чотири 4096 × 2304 дисплеї                                                               |      |
| Периферія                  | Слот для карт пам'яті SDXC з підтримкою UHS-II |      |
| Аудіо                      | Вихід для навушників/цифровий аудіо вихід Вбудовані стереодинаміки |      |
| Вага                       | 9,75 кг |      |

## Хронологія моделей iMac
| Хронологія моделей iMac і eMac (відсортовані за розміром екрана) |
| ---------------------------------------------------------------- |
| Див. також: Список моделей Mac                                   |